# Lappkåtatjärnen (Arjeplogs socken, Lappland)
Lappkåtatjärnen är en sjö i Arjeplogs kommun i Lappland och ingår i Skellefteälvens huvudavrinningsområde.